# Scottish Second Division 2003/04
Die Scottish Football League Second Division wurde 2003/04 zum 29. Mal nach Einführung der Premier League als dritthöchste schottische Liga ausgetragen. Zudem war es die neunundzwanzigste Austragung als dritthöchste Fußball-Spielklasse der Herren in Schottland unter dem Namen Second Division. In der Saison 2003/04 traten 10 Vereine in insgesamt 36 Spieltagen gegeneinander an. Jedes Team spielte jeweils viermal gegen jedes andere Team. Bei Punktgleichheit zählte die Tordifferenz.
Die Meisterschaft gewann Airdrie United, das sich damit gleichzeitig die Teilnahme an der First Division-Saison 2004/05 sicherte. Neben United stieg auch der Zweitplatzierte Hamilton Academical auf. Absteigen in die Third Division mussten der FC East Fife und FC Stenhousemuir. Torschützenkönig mit 22 Treffern wurde Gareth Hutchison von den Berwick Rangers.

## Statistiken

### Abschlusstabelle
| Pl. | Verein              | Sp. | S  | U  | N  | Tore    | Diff. | Punkte |
| --- | ------------------- | --- | -- | -- | -- | ------- | ----- | ------ |
| 1.  | Airdrie United      | 36  | 20 | 10 | 6  | 064:360 | +28   | 70     |
| 2.  | Hamilton Academical | 36  | 18 | 8  | 10 | 070:470 | +23   | 62     |
| 3.  | FC Dumbarton        | 36  | 18 | 6  | 12 | 056:410 | +15   | 60     |
| 4.  | Greenock Morton (N) | 36  | 16 | 11 | 9  | 066:580 | +8    | 59     |
| 5.  | Berwick Rangers     | 36  | 14 | 6  | 16 | 061:670 | −6    | 48     |
| 6.  | Forfar Athletic     | 36  | 12 | 11 | 13 | 049:570 | −8    | 47     |
| 7.  | Alloa Athletic (A)  | 36  | 12 | 8  | 16 | 055:550 | ±0    | 44     |
| 8.  | FC Arbroath (A)     | 36  | 11 | 10 | 15 | 041:570 | −16   | 43     |
| 9.  | FC East Fife (N)    | 36  | 11 | 8  | 17 | 038:450 | −7    | 41     |
| 10. | FC Stenhousemuir    | 36  | 7  | 4  | 25 | 028:650 | −37   | 25     |

Platzierungskriterien: 1. Punkte – 2. Tordifferenz – 3. geschossene Tore – 4. Direkter Vergleich (Punkte, Tordifferenz, geschossene Tore)
| Saison 2003/04 |

| Zum Saisonende 2002/03 |                                   |
| (A)                    | Absteiger aus der First Division  |
| (N)                    | Aufsteiger aus der Third Division |